# Campo sportivo Gianpiero Combi
Il campo sportivo Gianpiero Combi, meglio noto come Campo Combi e successivamente riportato anche come i Campi Combi-Marchi-Caligaris visti i settori in cui era suddiviso, fu un centro sportivo sito in via Filadelfia, nel quartiere torinese di Santa Rita, nella zona sud-occidentale della città.
Inaugurato nel 1943 come «Campo Sportivo Juventus» e ribattezzato tredici anni più tardi alla memoria di Gianpiero Combi, portiere pluricampione d'Italia con la Juventus nonché campione del mondo con la nazionale italiana nel 1934, l'area ebbe una dimensione di 30000 m², capace di 2 500 posti. Fu usata come impianto d'allenamento delle varie squadre appartenenti alla sezione calcistica dell'allora società polisportiva italiana Juventus, usufruttuaria dell'impianto per circa sessant'anni dal 1943 al 2003 oltreché proprietaria sino alla fine degli anni 1940, ospitando anche la nazionale militare italiana di calcio durante il decennio successivo e quella maggiore durante le fasi di preparazione al campionato del mondo 1978 e al campionato d'Europa 1980.
Abbandonato a seguito del trasferimento delle squadre giovanili della Juventus alla Sisport, nonché della riqualificazione urbanistica della zona in vista dei XX Giochi olimpici invernali, ospitati a Torino nel 2006, l'area è occupata dal 2011 dal Palazzo del Nuoto e da un parcheggio sotterraneo a uso della facoltà di economia e commercio dell'Università degli Studi di Torino.

## Storia
(Roberto Beccantini, Sport Universitario, 2013.)

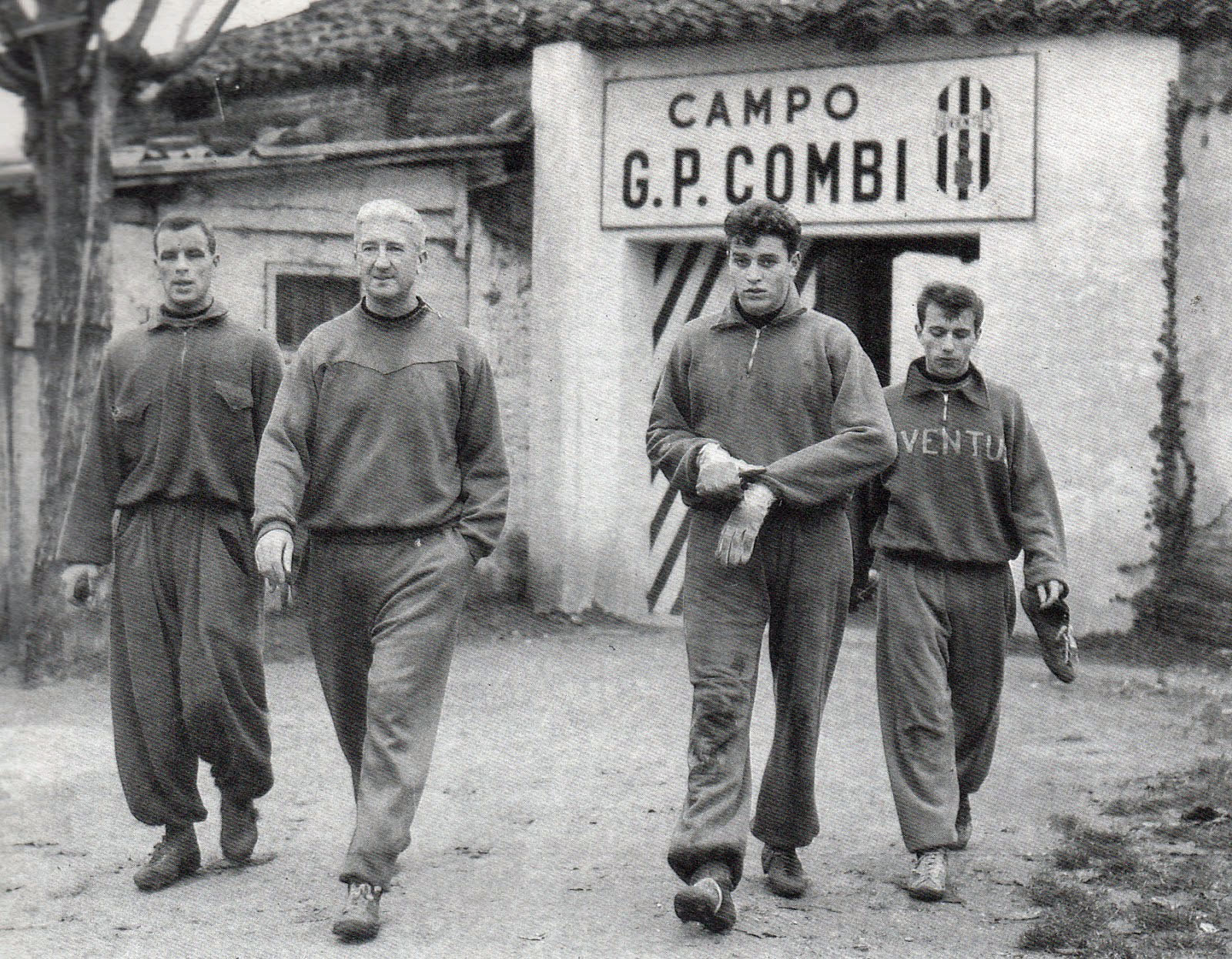
La Juventus esce dal campo al termine di un allenamento della stagione 1957-1958

Nel 1941 la Juventus ottenne dal Comune di Torino la concessione per usufruttare una superficie di 30000 m² sita di fronte alla curva Sud dello stadio Municipale Benito Mussolini, in via Filadelfia, a ridosso dell'Istituto di Riposo della Vecchiaia e dei terreni del Circolo ricreativo del quotidiano La Stampa, quale campo per quegli allenamenti fin lì svolti negli stessi stadi casalinghi. Dopo lavori di costruzione durati un biennio, la nuova struttura della sezione calcistica della Juventus, all'epoca parte del maggior complesso sportivo della città che si estendeva tra corso IV Novembre e corso Unione Sovietica, fu inaugurata nel 1943 dall'allora presidente del club Piero Dusio.
La prima squadra della Juventus usò l'impianto per le sue attività dal 1943 al 1990, anno in cui si trasferì al complesso Sisport di Orbassano. Tuttavia, nel 1993, su proposta del CONI, la Juventus pensò di realizzare un nuovo campo nell'area del campo Combi e che sarebbe stato parte di un "villaggio dello sport" nell'area del vicino stadio Comunale. Successivamente dal 1994 al 2003 gli allenamenti della prima squadra si tennero proprio al Comunale, in attesa dell'approvazione del progetto societario circa un centro d'allenamento di proprietà.
In quegli anni, la Juventus farà spesso ritorno al Combi, ma non in pianta stabile come nei 47 anni precedenti.
Il campo Combi subì quindi una profonda ristrutturazione a opera del club torinese, che ora ospitava gli allenamenti delle squadre giovanili bianconere, nonché, fino al 2003, gli incontri validi per i rispettivi campionati nazionali di categoria. Nel mese di gennaio dello stesso anno, le attività di tutte le formazioni juventine si trasferirono alla Sisport in vista della programmata riqualificazione del complesso urbanistico per i XX Giochi olimpici invernali del 2006 – di cui il campo Combi inizialmente faceva parte, ma alla fine escluso dal comitato organizzatore dell'evento a causa di errori di progettazione e quindi abbandonato. Nel 2001, intanto, lo storico campo sportivo di via Filadelfia venne abbandonato anche dalla squadra Primavera.
Il comune lo abbatté nel 2004 dividendo l'area in due settori: uno destinato al Palazzo del Nuoto, opera dell'architetto Arata Isozaki inaugurata nel 2011, e l'altro ad autorimessa, a uso sia della facoltà di economia e commercio dell'Università di Torino che del rinnovato stadio Olimpico, quest'ultimo per delibera dell'Unione delle Federazioni Calcistiche Europee (UEFA).

## Struttura

Vista area della struttura originaria (all'estrema sinistra della foto) negli anni 1940

La struttura dell'area fu ispirata dall'architettura degli impianti sportivi inglesi degli anni 1940, comprendendo tra l'altro:
- un campo di gioco per la squadra professionistica di 105 × 70 m. intitolato postumo, nel 1956, a Gianpiero Combi, portiere cresciuto nel vivaio juventino; ulteriormente, l'intera area urbanistica sarebbe divenuta nota con tale nome.[18] Ritenuto il campo principale della struttura, era dotato anche di una tribuna in legno aperta al pubblico, con una capienza di 2 500 spettatori,[10][30] sita sul lato ovest;[18]
- un campo di gioco di 94 × 55 m. intitolato ai fratelli Pio e Guido Marchi, giocatori cresciuti nel settore giovanile del club nella seconda metà degli anni 1910.[31] Esso veniva usato anche dalle squadre ospiti come terreno di rifinitura, nel giorno precedente gli incontri sportivi in programma allo stadio Municipale Benito Mussolini;[32]
- un campo di gioco di 94 × 55 m. intitolato postumo, nel 1973,[33] a Umberto Caligaris, terzino sinistro bianconero durante gli anni 1930, a disposizione di tutte le squadre del settore giovanile del club;[29]
- un capanno per gli attrezzi.[18]